# El Hotzo

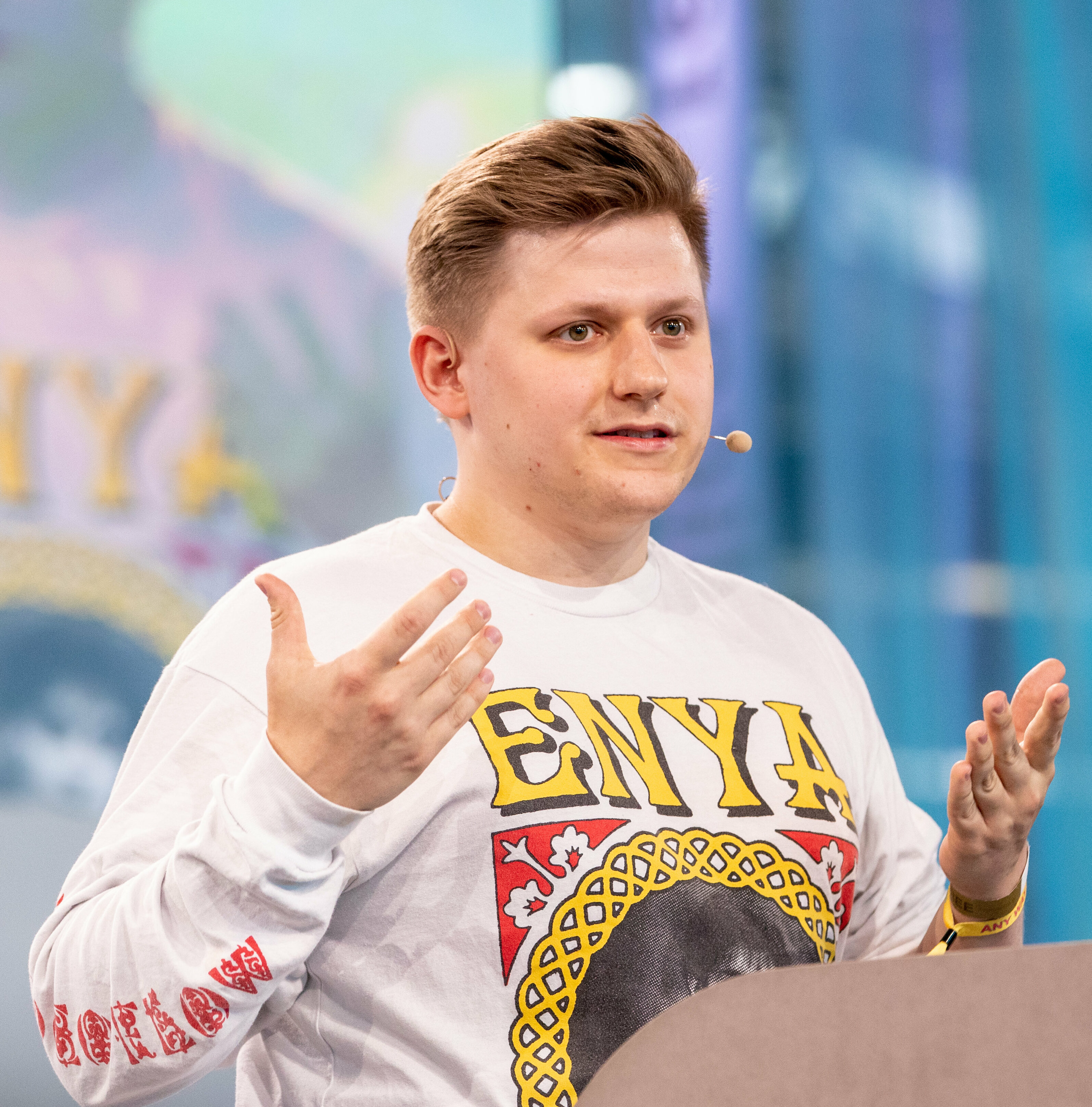
El Hotzo op re:publica 2022 in Berlijn.

El Hotzo is de artiestennaam van de Duitse satiricus en podcaster Sebastian Hotz (Forchheim, 16 januari 1996).

## Carrière
Hotz postte als El Hotzo en bereikte voor het eerst de publieke aandacht via zijn humoristische en satirische tweets en Instagram-posts. Zijn berichten richten zich op sociale kritiek en politieke satire.
Naar aanleiding van de moordaanslag op Donald Trump in juli 2024 publiceerde Hotz tweets waarin hij zijn verdriet uitte over het feit dat Trump "helaas nipt gemist" werd en dat hij het "absoluut fantastisch vindt als fascisten sterven". Er werden meerdere strafklachten ingediend bij het Openbaar Ministerie voor het publiekelijk goedkeuren van crimineel gedrag.

## Publicaties
- Parijs, Londen, Mailand, Willingen: Wandern ist nur Spazierengehen aber wütend. starfruit publications, Fürth 2021, ISBN 978-3-922895-45-9 (met zijn partner [8] Max Sand).
- Mindset. Verlag Kiepenheuer & Witsch, Keulen 2023, ISBN 978-3-462-00284-3[9]